# The Marriage Speculation
The Marriage Speculation er en amerikansk stumfilm fra 1917 af Ashley Miller.

## Medvirkende
- Charles Kent som Mr. Cliday
- Mildred Manning som Clara Wilton
- Wallace MacDonald som Billie Perkins
- Augustus Phillips